# Comité voor Joodsche Vluchtelingen
Het Comité voor Joodsche Vluchtelingen (CJV) was een hulporganisatie voor joodse vluchtelingen in Nederland van april 1933 tot maart 1941. Het CJV bemiddelde in zaken omtrent emigratie, uitreisvisa en verblijfsvergunningen.

## Oprichting
Het Comité voor Joodsche Vluchtelingen werd opgericht in april 1933. Het vormde een onderdeel van het Comité voor Bijzondere Joodsche Belangen (CBJB). De voornaamste taak was om de praktische hulp en opvang van joodse vluchtelingen in Amsterdam te regelen. Prof. D. Cohen werd tot voorzitter van het Vluchtelingencomité benoemd. Het Comité bevond zich tot 1939 op het 's Gravenhekje 7 in Amsterdam. Uitgangspunt van het CJV was dat het beleid van de Nederlandse regering gevolgd moest worden. De Nederlandse regering wilde niet dat de opvang van joodse vluchtelingen ten laste van de overheid zou komen. Het beleid van het CJV was dan ook dat alle opvang door het Comité zelf betaald en geregeld werd.
Hoewel er meerdere vluchtelingencomités in Nederland waren, waarvan de belangrijkste zich bevonden in Rotterdam, Den Haag en Enschede, ging het CJV al snel een centrale rol vervullen. Kwesties betreffende werkvergunningen, inreisvisa en identiteitspassen werden door het Amsterdamse comité centraal behandeld. Het Comité vertegenwoordigde het vluchtelingenwerk en de provinciale vluchtelingencomités bij de Nederlandse overheid en alle joodse en niet-joodse instanties die zich met vluchtelingen bezighielden in binnen- en buitenland.
De plaatselijke comités hielden het centrale comité in Amsterdam op de hoogte van de situatie van de vluchtelingen in de provincie. Deze comités waren verantwoording verschuldigd aan het CJV. In ruil daarvoor ondersteunde het CJV de provinciale comités geldelijk als dat nodig was. De provincies op hun beurt leverden bijdragen aan de centrale kas van het CJV.

## Medewerkers
Het comité had meer dan honderd betaalde en vrijwillige medewerkers. De samenstelling wisselde sterk omdat uit de gelederen van de vluchtelingen geworven werd en deze mensen na verloop van tijd vaak weer uit Nederland vertrokken. Naast de voorzitter, David Cohen, hadden twee leden de dagelijkse leiding over het CJV, Raphaël Henri Eitje, afkomstig van de Hachnosas Ourechim, een organisatie die in Amsterdam hulp en onderdak verleende aan Joodse emigranten, en Gertrude van Tijn-Cohn, afkomstig van de Joodse Vrouwen Organisatie. Cohen liet de dagelijkse leiding van het comité over aan Eitje en Van Tijn. Hij concentreerde zich met name op zijn werk voor het CBJB, wat inhield dat hij vluchtelingenbelangen onder de aandacht bracht van de Nederlandse regering en contacten onderhield met andere joodse organisaties. Tevens vertegenwoordigde hij het Nederlandse vluchtelingenwerk op internationale bijeenkomsten van vluchtelingenorganisaties.
Eitje kreeg de opdracht contacten te onderhouden met de Nederlandse overheidsinstanties. Hij gaf leiding aan de afdeling voor passen en werkvergunningen. Van Tijn was in de begintijd van het CJV verantwoordelijk voor de eerste opvang van vluchtelingen, dat wil zeggen de intakegesprekken en registratie, huisvesting en voedselverstrekking. Vervolgens was zij verantwoordelijk voor het beheer van de financiën, gaf ze leiding aan de afdelingen voor emigraties en beroepstrainingen en werd ze de contactpersoon voor buitenlandse hulporganisaties. Ze maakte overzichten van het werk dat door het Vluchtelingencomité werd verricht en stelde jaar- en maandrapporten samen.
Twee andere belangrijke medewerkers binnen het CJV waren Marianne van Stedum, die zich bezighield met het maatschappelijk werk en J. de Miranda die de algemene zaken behartigde.

## Taken en afdelingen van het Comité
De gebeurtenissen in Duitsland en de maatregelen die door de Nederlandse regering werden getroffen, hadden invloed op het werk van het Comité voor Joodsche Vluchtelingen. Het accent kwam steeds minder te liggen op ondersteuning in het voorzien van het eigen onderhoud en steeds meer op noodopvang van grote stromen vluchtelingen en het bevorderen van emigraties. Een aantal reorganisaties was nodig om tegemoet te komen aan de nieuwe eisen die aan de organisatie werden gesteld. Hoewel de afdelingen soms wijzigden, zijn de taken die het Comité verrichtte in grote lijnen gelijk gebleven.

### Noodhulp
Alle vluchtelingen werden bij aankomst geregistreerd en vervolgens werd er een selectie gemaakt van mensen die voor hulp in aanmerking kwamen. Alleen mensen die gevlucht waren voor vervolging kwamen in aanmerking voor hulp, economische vluchtelingen moesten worden teruggestuurd naar Duitsland. Als de nieuw aangekomen vluchtelingen niet bij familieleden of vrienden terechtkonden voor hulp, zorgde het Comité voor onderdak, eten, kleren en, indien noodzakelijk, medische hulp.

### Steun
Een belangrijke taak van het comité was de armenzorg. Mensen werden ondersteund als zij in Nederland mochten blijven maar niet bij machte waren zichzelf te onderhouden. De Steunafdeling of de Afdeling Armenzorg was belast met de zorg voor de armlastige vluchtelingen.

### Reconstructieve hulp
Vluchtelingen die niet terug konden naar Duitsland noch konden emigreren werden geholpen om in hun eigen levensonderhoud te voorzien. Het Vluchtelingencomité bemiddelde bij de Nederlandse overheid voor verblijfs- en werkvergunningen en zorgde voor de periodieke verlenging van deze vergunningen.
Het CJV verstrekte kleine leningen aan mensen om een zaakje op te zetten of draaiende te houden. In de loop van de tijd werd de kans steeds kleiner dat de vluchtelingen het geld terug konden betalen, maar het CJV bleef deze leningen vertrekken omdat anders de mensen toch ten laste van het Comité zouden komen.

### Emigratie
Het Comité bemiddelde bij de Vreemdelingenpolitie voor inreisvisa. Het regeringsbeleid was erop gericht dat een zo klein mogelijk aantal vluchtelingen toegang tot Nederland kreeg en dan nog alleen als verdere emigratie mogelijk was. Het bevorderen van emigraties was dan ook een van de hoofdtaken van het comité.
In de loop der jaren heeft de afdeling Emigraties meer dan 18.000 vluchtelingen geholpen te emigreren en voor meer dan 5.000 personen die nog in Duitsland woonden hebben zij bemiddeld.

### Opleidingen
Vluchtelingen met werkervaring die niet geschikt was voor emigratie werden met behulp van de Afdeling Vakopleiding omgeschoold tot vakarbeider. Tevens regelde deze afdeling de opleidingsplaatsen bij de Stichting Joodsche Arbeid en de Vereniging voor Vakopleiding van Palestina Pioniers in Deventer met het oog op emigratie naar Palestina.

### Spreekuur
Het Vluchtelingencomité hield tweemaal per week een spreekuur voor Duitse joden die niet bij het Comité ingeschreven stonden. Ze konden er terecht voor inlichtingen omtrent paspoorten, arbeidsvergunningen, opleiding van kinderen, emigratiemogelijkheden en belastingen.

### Andere afdelingen
Verder kende het CJV nog een Steunafdeling voor de Provincie, een Afdeling Statistiek, een Bagageafdeling, een Afdeling Kassa, waar de uitbetalingen plaatsvonden en een Financiële Commissie die alle uitbetalingen goed moest keuren. Na 10 november 1938 werden veel vluchtelingen opgevangen in vluchtelingenkampen en werd een Kampafdeling opgericht. De behartiging van de belangen van deze mensen, verstrekking van kleding en zakgelden en adviseren over eventuele emigratie, was de taak van de Kampafdeling. Een aparte afdeling was het Kindercomité waar de belangen werden behartigd van de 1500 kinderen die na 10 november 1938 met transporten naar Nederland kwamen.

## Connecties van het Comité

### Clubhuis
In 1936 werd op initiatief van het CJV en de Joodse Vrouwen Organisatie een clubhuis geopend waar Duitse vluchtelingen hun middag en avond konden doorbrengen. Er was een bibliotheek en er werden talencursussen georganiseerd. Ook waren er sportfaciliteiten en kon men er concerten en lezingen bijwonen. Het Vluchtelingencomité subsidieerde de club en stond in nauw contact met het bestuur van de club.

### Werkdorp Nieuwesluis
Het CJV plaatste jonge vluchtelingen in het 'Joodse Werkdorp Nieuwesluis' in Wieringen, waar vanaf 1934 op een oppervlak van 300 ha. 16 tot 25-jarigen in opleiding waren in de land- en tuinbouw met het oog op emigratie naar Palestina of andere landen. Gertrude van Tijn was medeoprichter en secretaris van het Werkdorp. Ze werkte hierbij samen met de Stichting Joodse Arbeid die de praktische leiding over het werkdorp had. Het Werkdorp Wieringen is in augustus 1941 gesloten.

### Vluchtelingenkampen
Na de Kristallnacht van 9 op 10 november 1938 mocht een beperkt aantal vluchtelingen toegelaten worden tot Nederland. Het departement van Justitie zorgde voor de selectie. Vluchtelingencomités mochten aan dat departement lijsten met namen van vluchtelingen die in aanmerking kwamen voor toelating voorleggen. De regering stelde de eis dat deze vluchtelingen in kampen zouden worden ondergebracht en dat het Comité de verplichting op zich nam hen zo spoedig mogelijk te laten emigreren. Het Comité had geen invloed op het aantal vluchtelingen dat toegelaten zou worden, maar het werd wel gevraagd financieel garant te staan voor de opvang in de kampen, omdat de regering geen verantwoordelijkheid wilde dragen voor de vluchtelingen. Het lukte het CJV binnen de vereiste drie dagen een bedrag van 1 miljoen gulden bijeen te krijgen.
In Westerbork in Drenthe bij Hooghalen werd het Centraal Vluchtelingenkamp Westerbork ingericht, waar begin oktober 1939 de eerste 22 vluchtelingen aankwamen.

### Joodse Perscommissie
De Joodse Perscommissie was een subcomité van het CBJB dat mede werd gefinancierd door het CJV. De Joodse Perscommissie informeerde de Nederlandse pers en particulieren over de situatie van de joden in Duitsland. Deze commissie ontving materiaal van de Jewish Central Information Office van Dr. A. Wiener, dat de internationale joodse organisaties en de wereldpers van berichten voorzag over de antisemitische politiek van het nazi-regime. Ook dit Information Office ontving een kleine subsidie van het CJV.

## Problemen ondervonden door het CJV
Geldproblemen, de toenemende stroom vluchtelingen en de steeds strenger optredende Nederlandse overheid maakte het werk van het Comité steeds moeilijker. Vanaf mei 1934 was het voor vluchtelingen niet meer mogelijk een werkvergunning te krijgen voor werk dat ook door een Nederlander kon worden verricht. Tegen het eind van 1937 hadden overheidsbepalingen het de vluchtelingen vrijwel onmogelijk gemaakt een eigen zaakje te beginnen. Uiteindelijk konden vluchtelingen helemaal geen werk- en verblijfsvergunningen meer krijgen. Dientengevolge konden steeds meer vluchtelingen niet meer in hun eigen onderhoud voorzien en kwamen ze ten laste van het Comité. Het beleid van de Nederlandse regering was erop gericht mensen die Nederland binnenkwamen weer zo snel mogelijk te laten vertrekken. Echter, ook het verkrijgen van emigratievisa verliep in de loop der jaren steeds moeizamer omdat het aantal landen dat bereid was vluchtelingen op te nemen afnam. Toch was in de loop van de tijd alle hoop gevestigd op de emigratie van de vluchtelingen.
Om tegemoet te komen aan de eisen van de Nederlandse overheid hanteerde het Vluchtelingencomité een streng selectiebeleid. Mensen die als economische vluchtelingen werden aangemerkt, moesten terug naar Duitsland. Uitgangspunt was dat als men strenge criteria hanteerde voor toelating, er betere hulp kon worden verleend aan degenen die wel in aanmerking kwamen voor ondersteuning. Volgens historicus Dan Michman werd gemiddeld 60% van de vluchtelingen gedurende de eerste jaren weggestuurd, soms bedroeg het aantal teruggestuurde vluchtelingen wel 90%.

## Ontbinding van het CJV
De medewerkers van het Comité zijn ook tijdens de oorlog nog actief gebleven, maar hier is geen archiefmateriaal van bewaard gebleven. In maart 1941 zijn het CJV en het CBJB door de Duitsers ontbonden verklaard. De werkzaamheden werden ondergebracht bij de Joodse Raad. Op 29 september 1943 werden de laatste medewerkers van het CJV die niet waren ondergedoken, naar Westerbork gedeporteerd.